# یوکی یومیچی
یوکی یومیچی (انگلیسی: Yuki Yomichi؛ زادهٔ ۲۱ نوامبر ۱۹۹۹) صداپیشه، و یوتیوبر اهل ژاپن است.